# 混合營養生物
混合營養生物（英語：Mixotroph），是指在從完全自養的到完全異養的連續體上，混合使用不同的能量和碳源的生物，而非具有單一的營養模式。據估計，混合營養生物佔所有微小浮游生物的一半以上。真核生物混合營養生物有兩種類型。有些擁有自己的葉綠體 - 包括內共生體提供的葉綠體。有些則是透過盜食質體（kleptoplasty）或與獵物的共生關係，或透過 「奴役 」獵物的細胞器而獲得它們。
可能的組合有光养與化能、无机营养生物（Lithotroph）與有机营养生物（Organotroph）（滲透營養、吞噬營養與Myzocytosis）、自養（autotrophy) 與異養 (heterotrophy) 或其他組合。混合營養生物可以是真核生物或原核生物。它們可以利用不同的環境條件。
如果某種營養模式是必須的，那麼它永遠都是維持生長和維護的必要條件；如果是兼性的，則可以用來作為補充來源。有些生物的卡爾文循環不完整，因此無法固定二氧化碳，必須使用有機碳來源。

## 概述
生物體可以專性的或兼性的採用混合營養。
- 專性的混合營養：為了支持生長和維持，生物體必須同時利用異養和自養方式。
- 專性的自養與兼性的異養：僅自養足以生長與維持，但當自養能量不足時（例如，當光強度較低時），異養可作為補充策略。
- 兼性的自養和專性的異養：異養足以生長和維持，但自養可用於補充，例如，當獵物可用性非常低時。
- 兼性的混合營養：維持和生長可以單獨透過異養或自養方式獲得，並且混合營養僅在必要時使用。[5]

## 植物

利用菌根真菌從其他植物獲得光合作用產品的混合營養植物

在植物中，混合營養植物經典上適用於肉食性、半寄生性和真菌异养型的物種。然而，混合營養的特性可以擴展到更多的支系，因為研究顯示氮和磷的有機形式，例如 DNA、蛋白質、氨基酸或碳水化合物，也是許多植物物種營養供應的一部分。

## 動物
與植物和微生物相比，混合營養動物較不常見，但有許多混合營養無脊椎動物的例子，也至少有一個混合營養脊椎動物的例子。
- 斑點鈍口螈 (Ambystoma maculatum) 的細胞內也會寄生微藻。它的胚胎被發現有共生藻類生活在裡面，[7] 這是脊椎動物細胞寄生內共生微生物的唯一已知例子 (除非考慮線粒體)。[8][9]
- 虫绿藻 (Zoolorella) 是歸屬於小球藻属 (Chlorella) 的綠藻屬的一個保留名称。[10]術語「虫绿藻 Zoolorella」（複數「zoochlorellae」）有時用來指在淡水或海洋無脊椎動物或原生動物體內共生的任何綠藻。
- 造礁珊瑚（石珊瑚目）與其他許多刺胞動物門（如水母、海葵）一樣，在細胞內寄生內共生微藻，因此成為混合營養動物。
- 东方胡蜂（Vespa orientalis）可從其表皮吸收的陽光中獲取能量。[11] 因此，與此處列出的其他動物形成對比，這些動物在內共生體的幫助下屬於混合營養動物。

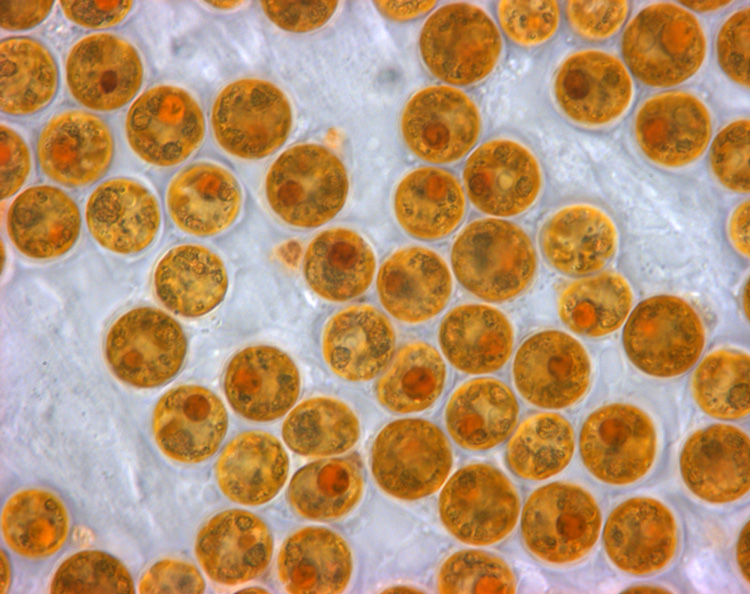
蟲黃藻是一種光合藻類，生活在珊瑚等宿主體內。
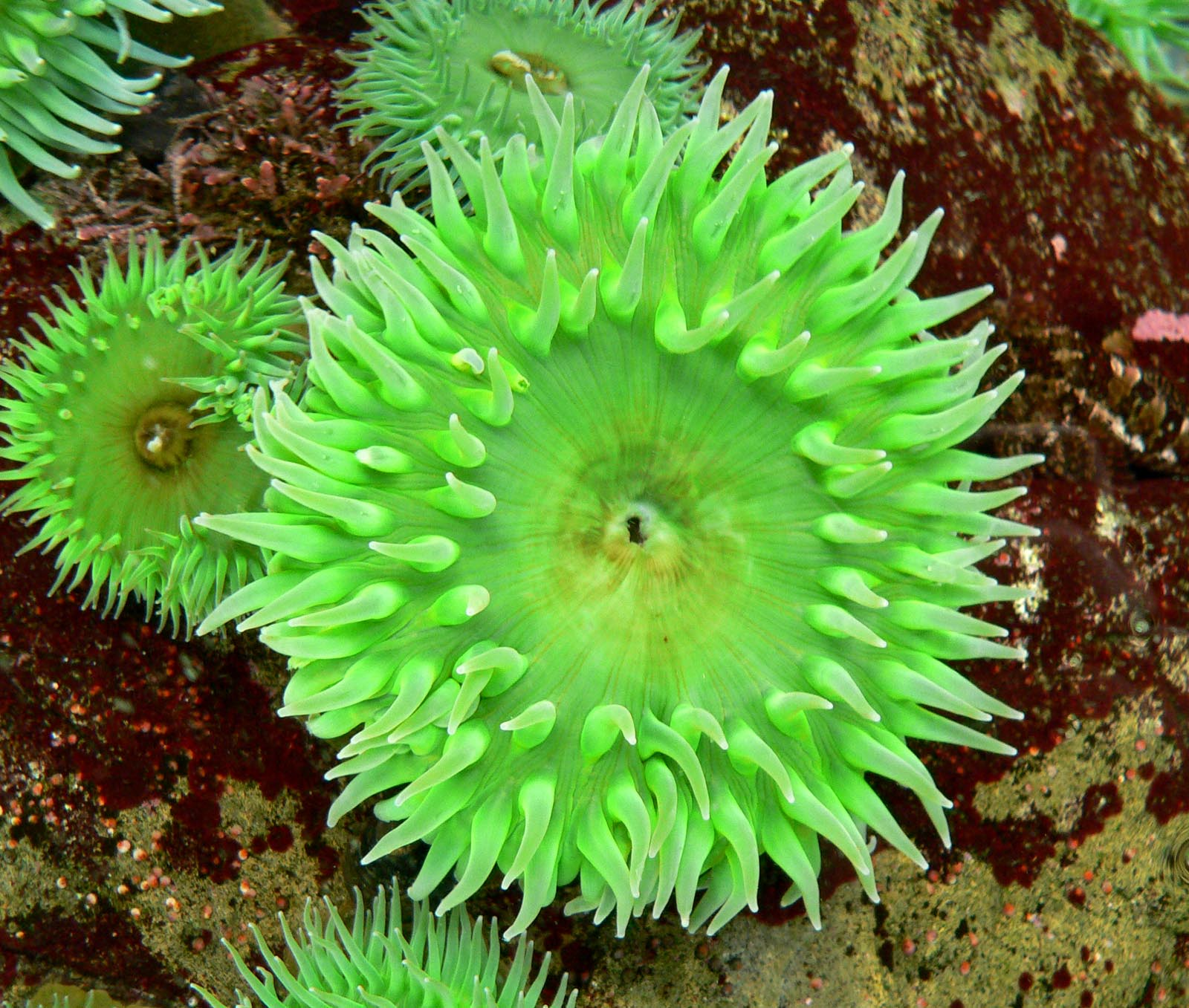
黄海葵 Anthopleura xantogrammica 從虫绿藻 (Zoolorella) 中獲得綠色。
- 珍珠水母是一種混合營養水母，與蟲黃藻（一種能夠進行光合作用的單細胞生物）存在營養互利共生。[12]

## 微生物

### 細菌和古菌
- 副球菌属 (Paracoccus pantotrophus) 是一種可以化學有機異養生活的細菌，可以代謝多種有機化合物。兼性化學自養代謝也是可能的，如在無色硫細菌（一些硫杆状菌属）中所見，其中硫化合物如硫化氫、元素硫或硫代硫酸鹽被氧化為硫酸鹽。硫化合物充當電子供體並被消耗以產生 ATP。這些生物的碳源可以是二氧化碳（自養）或有機碳（異養）。[13][14][15] 
有機異養可以在有氧或有氧條件下發生；無機自養 (lithoautotrophy) 是在有氧條件下發生的。[16][17]

### 原生生物

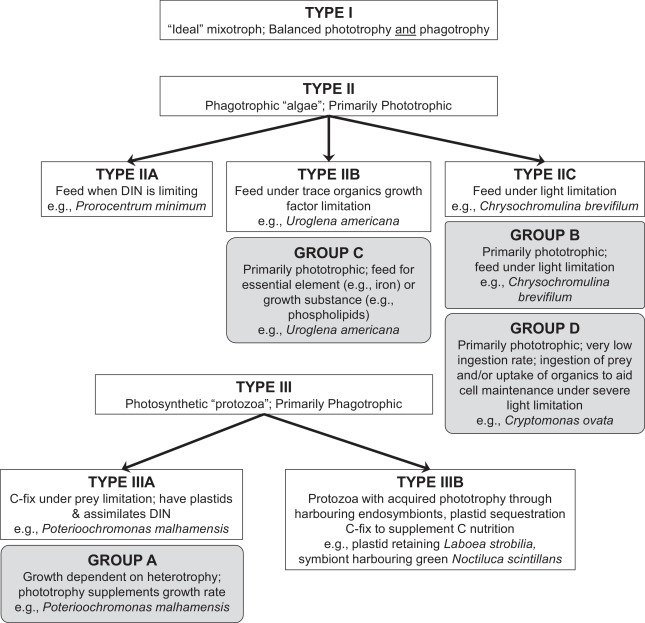
混合營養原生生物的傳統分類 在此圖中，Stoecker 提出的開放框中的類型已與 Jones 提出的灰色框中的群組對齊。
DIN = dissolved inorganic nutrients

為了表徵混合營養中的子域，已經提出了幾種非常相似的分類方案。以具有異養和光合作用能力的海洋原生生物為例： 根據瓊斯 (Jones) 所提出的分類方法 ，根據攝食和光合作用的相對作用，可分為四個混合營養群。
- A：異食性（噬食性）是常態，只有在獵物濃度受到限制時，才會使用光能誘捕。
- B: 光能汲取是主要的策略，攝食是在光線受限時才採用的輔助策略。
- C: 光能營養導致生長與攝食都需要物質，當光線受限時會使用攝食。
- D: 光能汲取是最常見的營養類型，噬能汲取只在光線極度受限的長時間黑暗時期使用。

Stoeker 提出的另一個方案也考慮到營養與生長因子 (growth factors) 的作用，並包括有光合共生體或保留獵物葉綠體的混合營養生物。此方案以效率來描述混合營養生物的特徵。
- 類型1：「理想的混合營養生物」，同樣善於利用獵物和陽光
- 類型2：以食物消耗補充光養活動
- 類型3：主要為異養型，在獵物豐度極低時使用光養活動。[21]

另一項由 Mitra 等人提出的方案，則是針對海洋浮游混合營養生物進行分類，以便將混合營養生物納入生態系統建模中。
- 構成性混合營養生物 (Constitutive mixtotrophs, CMs)：本身也能進行光合作用的攝食性生物。
- 非構成性混合營養生物 (NCM)：必須攝取獵物才能獲得光合作用能力的吞噬生物。NCMs 可進一步細分為
  - 特定非構成性混合營養生物 (SNCM)，只能從特定的獵物獲得光合作用的能力 (可能是在細胞共生過程中只保留質體，或是在內共生過程中保留整個獵物細胞)
  - 一般非構成性混合營養生物 (GNCM)，可從多種獵物獲得光合作用的能力

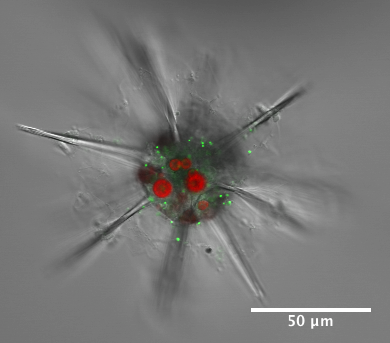
等辐骨虫纲放射蟲宿主和棕囊藻 (Phaeocystis) 共生體.
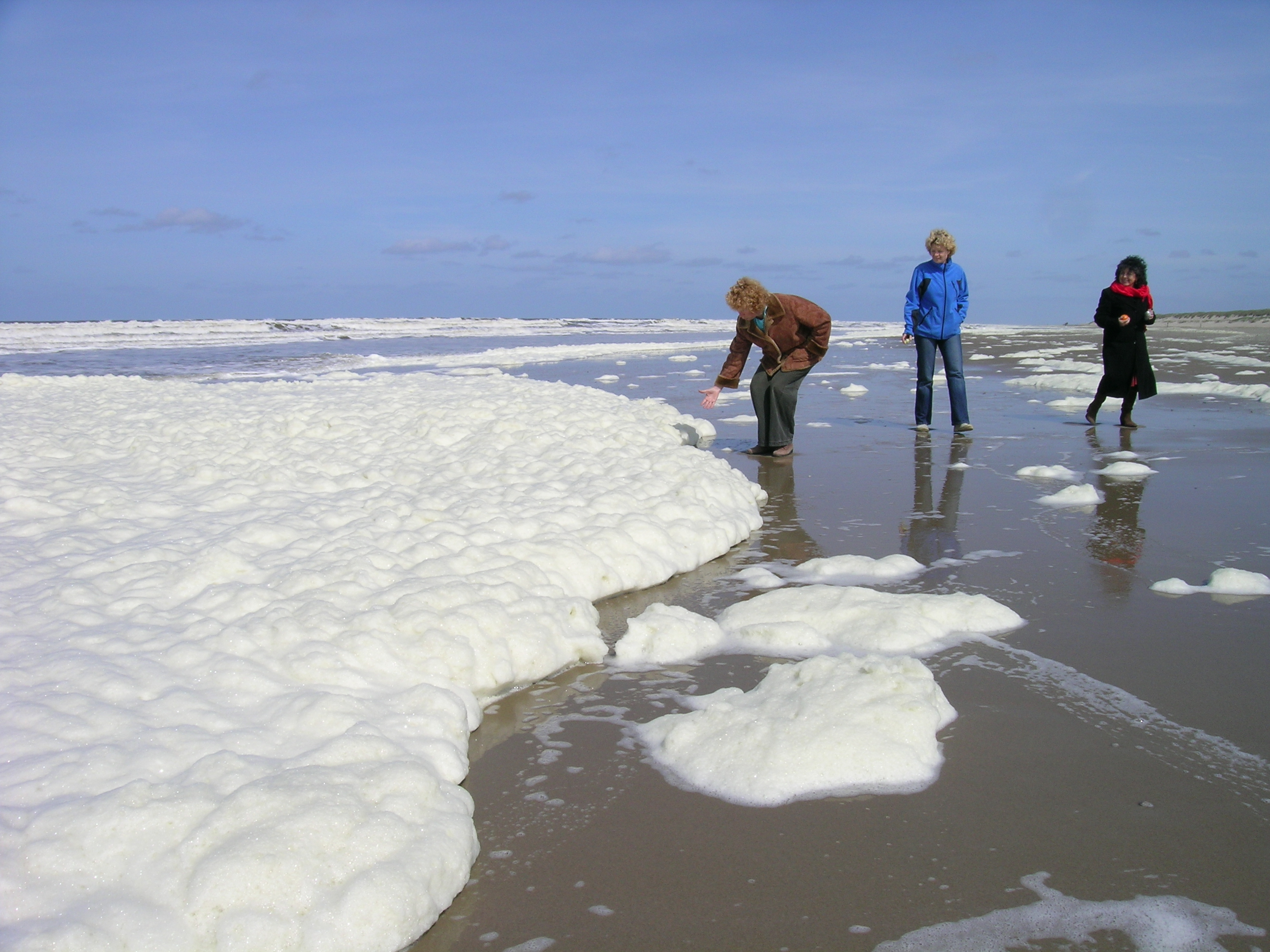
沖上沙灘的白色棕囊藻 (Phaeocystis) 泡沫
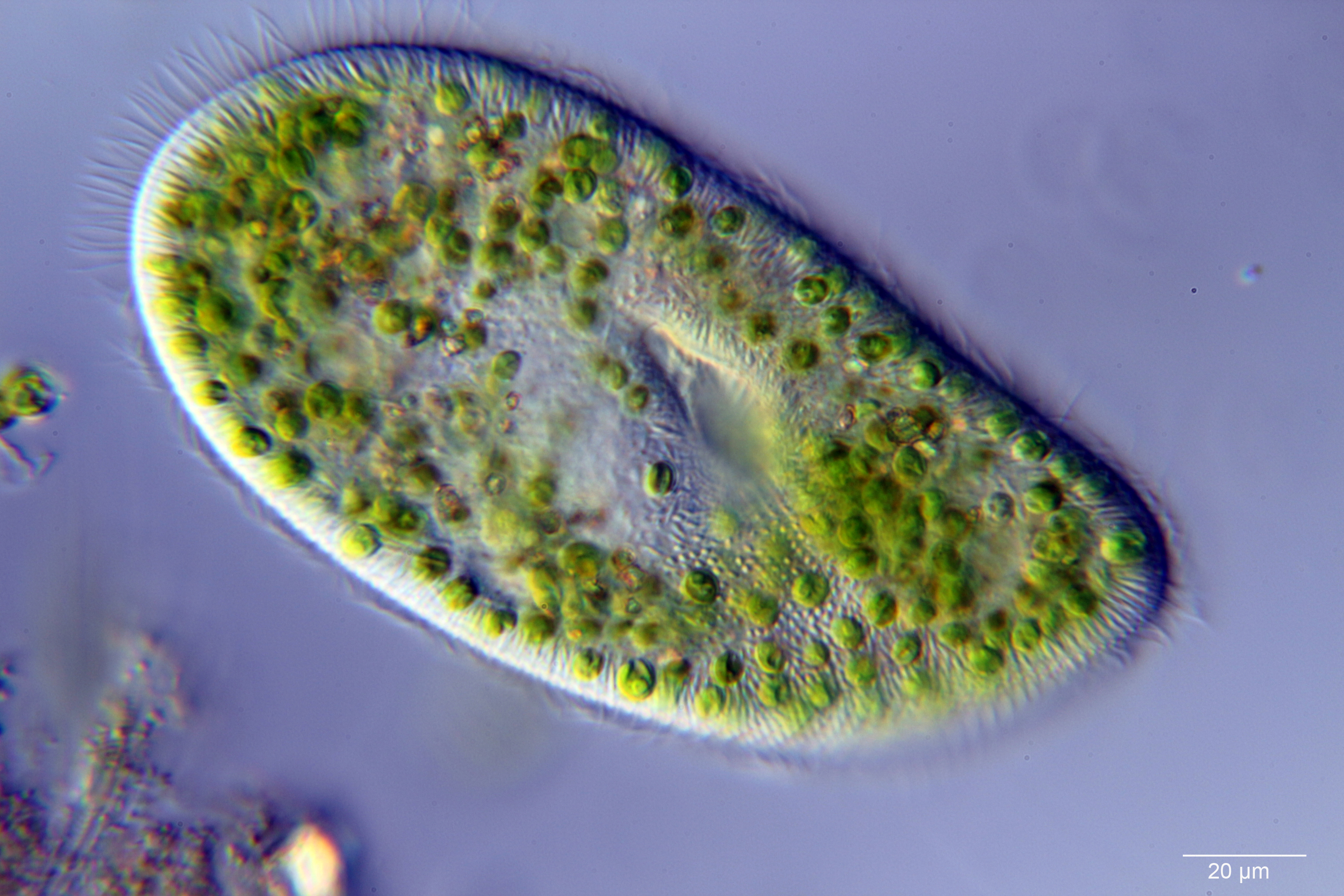
單細胞纤毛虫與內共生的綠色虫绿藻(Zoochlorella)
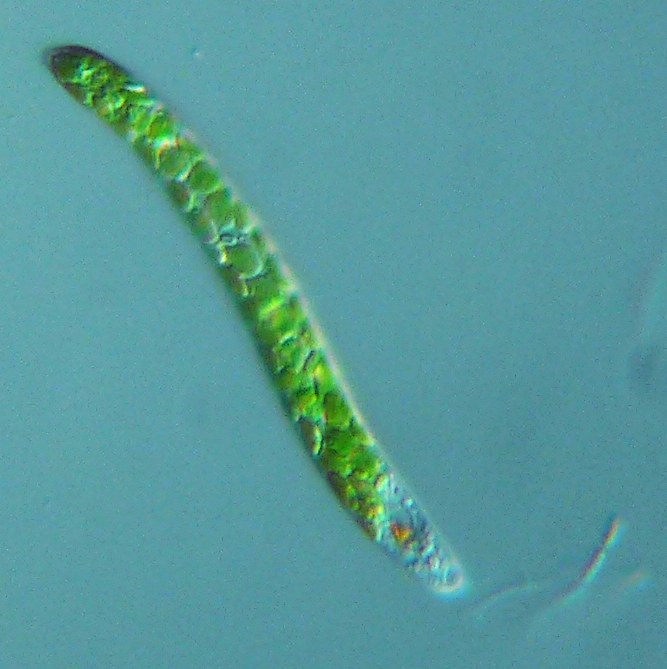
光合作用鞭毛蟲眼虫属 Euglena mutabilis
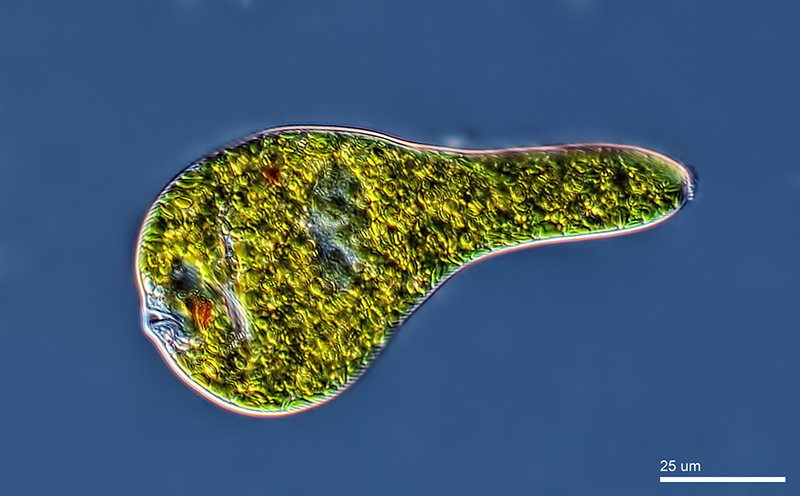
眼虫纲
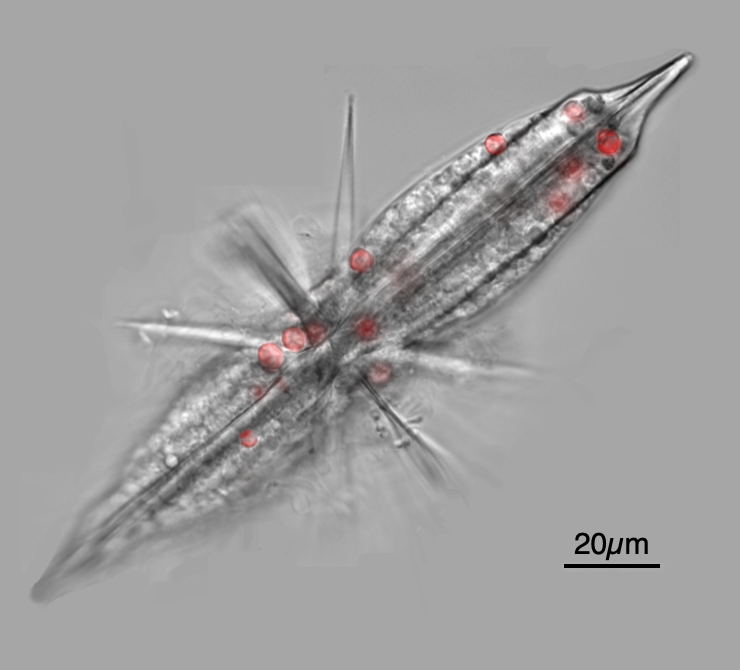
帶有紅色螢光（葉綠素）的棕囊藻 (Phaeocystis)共生體的等辐骨虫纲螢光顯微圖片